# Montcorbon
Montcorbon ist eine Ortschaft und eine Commune déléguée in der französischen Gemeinde Douchy-Montcorbon mit 462 Einwohnern (Stand: 1. Januar 2018) im Département Loiret in der Region Centre-Val de Loire. 
Die Gemeinde Montcorbon wurde am 1. Januar 2016 mit Douchy zur neuen Gemeinde Douchy-Montcorbon zusammengeschlossen. Sie gehörte zum Arrondissement Montargis.

## Bevölkerungsentwicklung
| Jahr                       | 1962 | 1968 | 1975 | 1982 | 1990 | 1999 | 2008 | 2013 |
| Einwohner                  | 497  | 437  | 406  | 384  | 432  | 432  | 461  | 463  |
| Quellen: Cassini und INSEE |      |      |      |      |      |      |      |      |

## Sehenswürdigkeiten
Die Kirche Saint-Saturnin stammt aus dem 7. Jahrhundert und wurde im 16. Jahrhundert erweitert. Im Innern befindet sich eine Pietà aus dem 16. Jahrhundert.